# Raduga Kh-15

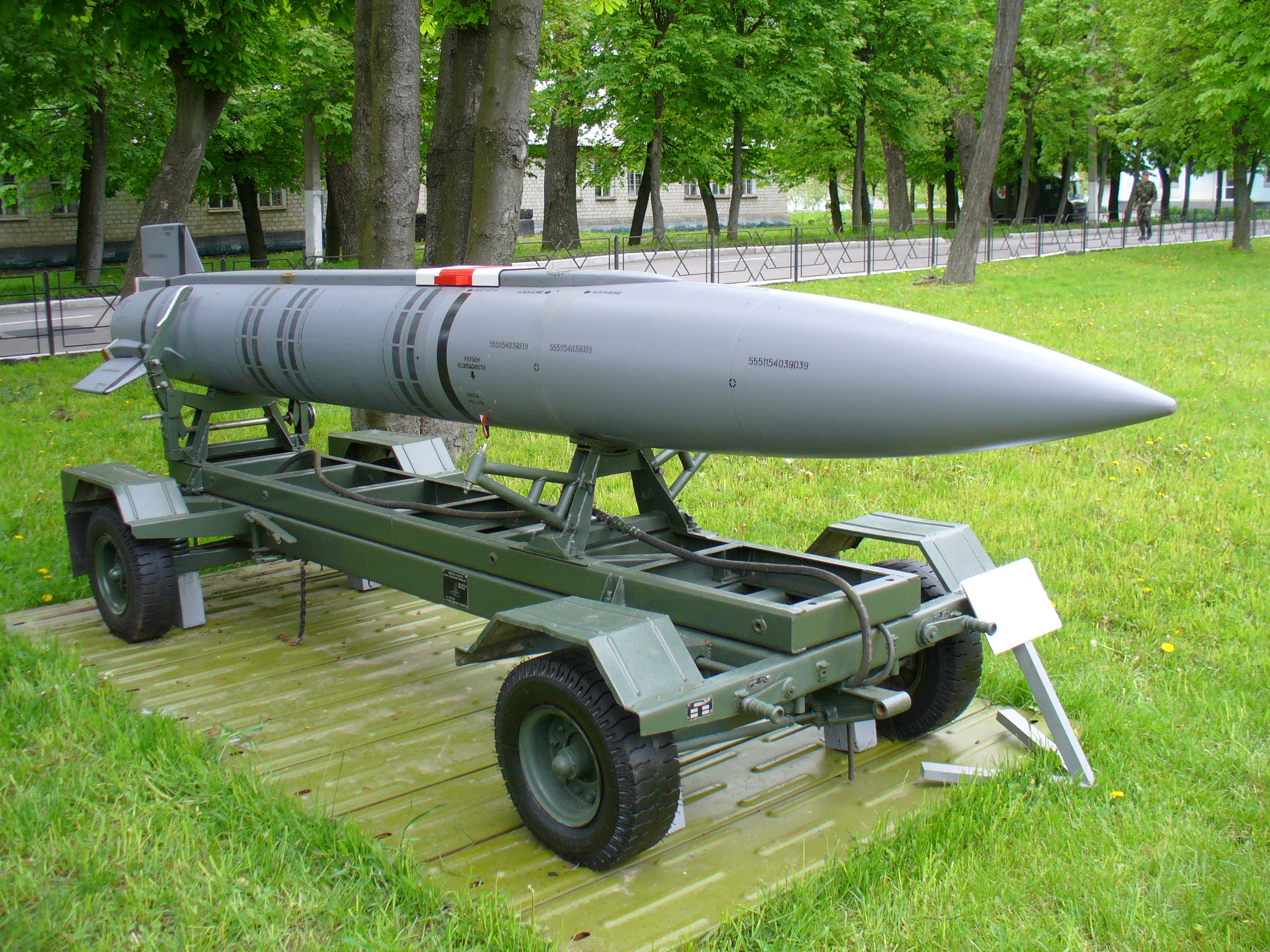
Misil Raduga Kh-15.

El Raduga Kh-15 o RKV-15 (en ruso : Х -15 ; OTAN : AS-16 " Kickback "; GRAU :) es un misil aero balístico hipersónico ruso transportado por el Tupolev Tu-22M y otros bombarderos. Originalmente un arma nuclear similar en prestación al AGM-69 SRAM de la Fuerza Aérea de los EE. UU., versiones con ojivas convencionales se han desarrollado.
A principios de 2019, no estaba claro si el Kh-15 estaba en servicio, existiendo rumores de que había sido retirado o almacenado.

## Desarrollo
En 1967, MKB Raduga comenzó a desarrollar el Kh-2000 como reemplazo del misil anti-envío pesado Kh-22 AS-4 'Kitchen'. El desarrollo del Kh-15 comenzó en algún momento a principios de la década de 1970. La sofisticación del diseño lo hizo adecuado para otros roles, y se desarrolló una versión con punta nuclear en conjunto con la variante con armamento convencional. En 1991 se canceló una actualización en desarrollo, pero los informes de 1998 sugirieron que un Kh-15 mejorado podría instalarse en el avión táctico Su-35 (Flanker-E).

## Diseño
El Kh-15 asciende a una altitud de unos 40.000 m (130.000 pies) y luego se sumerge en el objetivo, acelerando a una velocidad de aproximadamente Mach 5.

## Historial Operativo
Entró en servicio en 1980. Puede ser transportado por el Su-33, Su-34, Tu-95MS-6 'Bear-H' , Tu-22M3 'Backfire C' y el Tu-160 'Blackjack'.

## Variantes
- Kh-15 ( RKV-15 ): la versión original con ojiva nuclear y guía inercial
- Kh-15P - buscador pasivo para antirradar de uso
- KH-15S - buscador de radar activo para anti-envío de uso[2]